# Горња Грабовица
Горња Грабовица је насељено место града Ваљева у Колубарском округу. Према попису из 2022. било је 1096 становника.

## Демографија
У насељу Горња Грабовица живи 1079 пунолетних становника, а просечна старост становништва износи 37,3 година (36,4 код мушкараца и 38,2 код жена). У насељу има 460 домаћинстава, а просечан број чланова по домаћинству је 2,97.
Ово насеље је углавном насељено Србима (према попису из 2002. године).
|  |

| Демографија | Демографија | Демографија |
| Година      | Становника  | Становника  |
| ----------- | ----------- | ----------- |
| 1948.       | 945         |             |
| 1953.       | 619         |             |
| 1961.       | 692         |             |
| 1971.       | 691         |             |
| 1981.       | 871         |             |
| 1991.       | 1.228       | 1.167       |
| 2002.       | 1.366       | 1.585       |

| Етнички састав према попису из 2002.‍ | Етнички састав према попису из 2002.‍ | Етнички састав према попису из 2002.‍ | Етнички састав према попису из 2002.‍ | Етнички састав према попису из 2002.‍ |
| ------------------------------------ | ------------------------------------ | ------------------------------------ | ------------------------------------ | ------------------------------------ |
|                                      |                                      |                                      |                                      |                                      |
| Срби                                 | Срби                                 |                                      | 948                                  | 69,39%                               |
| Роми                                 | Роми                                 |                                      | 398                                  | 29,13%                               |
| Југословени                          | Југословени                          |                                      | 4                                    | 0,29%                                |
| Румуни                               | Румуни                               |                                      | 1                                    | 0,07%                                |
| Мађари                               | Мађари                               |                                      | 1                                    | 0,07%                                |
| непознато                            | непознато                            |                                      | 13                                   | 0,95%                                |

| Година пописа     | 1948. | 1953. | 1961. | 1971. | 1981. | 1991. | 2002. |
| ----------------- | ----- | ----- | ----- | ----- | ----- | ----- | ----- |
| Број домаћинстава | 170   | 108   | 136   | 156   | 231   | 351   | 460   |

| Број чланова      | 1  | 2   | 3   | 4   | 5  | 6  | 7 | 8 | 9 | 10 и више | Просек |
| ----------------- | -- | --- | --- | --- | -- | -- | - | - | - | --------- | ------ |
| Број домаћинстава | 64 | 122 | 111 | 113 | 34 | 14 | 0 | 0 | 1 | 1         | 2,97   |

| Пол    | Укупно | Неожењен/Неудата | Ожењен/Удата | Удовац/Удовица | Разведен/Разведена | Непознато |
| ------ | ------ | ---------------- | ------------ | -------------- | ------------------ | --------- |
| Мушки  | 565    | 155              | 369          | 20             | 19                 | 2         |
| Женски | 577    | 105              | 370          | 80             | 19                 | 3         |
| УКУПНО | 1.142  | 260              | 739          | 100            | 38                 | 5         |

| Пол    | Укупно                    | Пољопривреда, лов и шумарство | Рибарство                            | Вађење руде и камена | Прерађивачка индустрија       |
| ------ | ------------------------- | ----------------------------- | ------------------------------------ | -------------------- | ----------------------------- |
| Мушки  | 259                       | 83                            | 0                                    | 2                    | 53                            |
| Женски | 173                       | 64                            | 0                                    | 0                    | 36                            |
| УКУПНО | 432                       | 147                           | 0                                    | 2                    | 89                            |
| Пол    | Производња и снабдевање   | Грађевинарство                | Трговина                             | Хотели и ресторани   | Саобраћај, складиштење и везе |
| Мушки  | 4                         | 22                            | 26                                   | 1                    | 13                            |
| Женски | 0                         | 3                             | 13                                   | 5                    | 6                             |
| УКУПНО | 4                         | 25                            | 39                                   | 6                    | 19                            |
| Пол    | Финансијско посредовање   | Некретнине                    | Државна управа и одбрана             | Образовање           | Здравствени и социјални рад   |
| Мушки  | 0                         | 12                            | 12                                   | 2                    | 3                             |
| Женски | 3                         | 9                             | 2                                    | 6                    | 22                            |
| УКУПНО | 3                         | 21                            | 14                                   | 8                    | 25                            |
| Пол    | Остале услужне активности | Приватна домаћинства          | Екстериторијалне организације и тела | Непознато            | Непознато                     |
| Мушки  | 13                        | 0                             | 0                                    | 13                   | 13                            |
| Женски | 1                         | 0                             | 0                                    | 3                    | 3                             |
| УКУПНО | 14                        | 0                             | 0                                    | 16                   | 16                            |

## Галерија
- село Горња Грабовица - панорама
- село Горња Грабовица - панорама
- село Горња Грабовица - панорама
- село Горња Грабовица - панорама
- село Горња Грабовица - панорама
- село Горња Грабовица - сеоска школа